# Fiasco

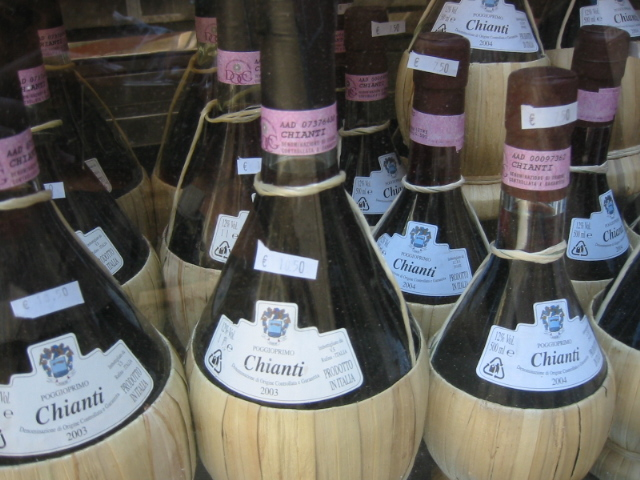
Chianti in traditionele fiasco's

Een fiasco is een mandfles voor wijn.
Deze fles - ommanteld met stro - werd in de late middeleeuwen ontwikkeld als bescherming tegen breuken.
Zij was vooral in de tweede helft van de 20e eeuw bekend van het wat eenvoudigere type wijn Chianti. Vanwege de hoge kostprijs wordt dit type fles sindsdien niet zo vaak meer gebruikt. 

## Mislukking
Internationaal heeft het Italiaanse woord "fiasco" de betekenis van flop, mislukking of sof. De oorsprong van het woord gaat terug naar de 18e eeuw, toen in Florence een clown zijn publiek vermaakte met een wisselende collectie alledaagse voorwerpen. Toen hij op een avond een wijnfles als attribuut gebruikte, mislukte zijn optreden en smeet hij de fles uit woede kapot.